# Capitán Miranda
Le Capitán Miranda est une goélette à trois mâts, à gréement marconi (ou bermudien) désormais navire-école uruguayen  depuis 1978.

## Histoire

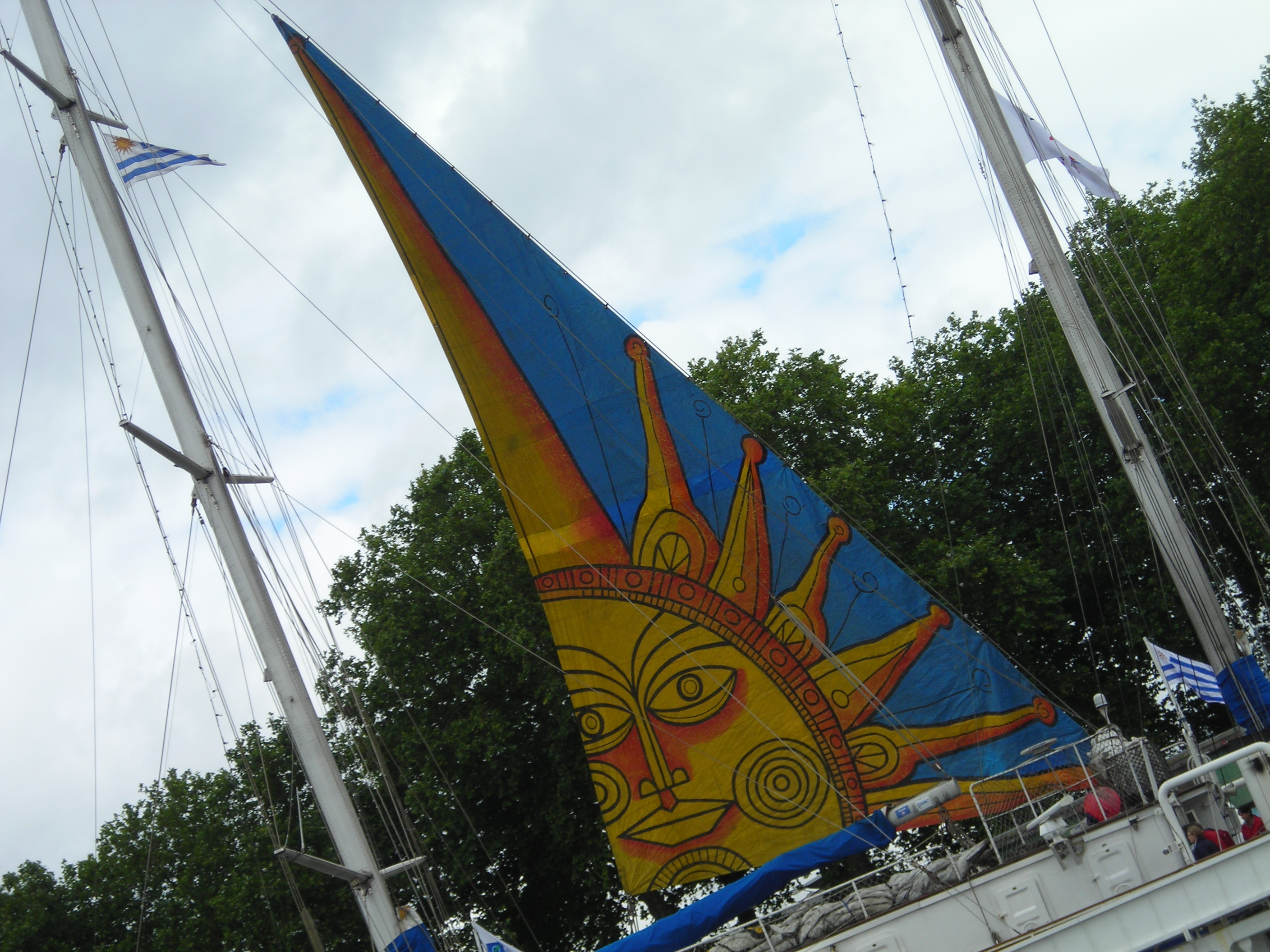
Détail de la voile du navire à l'Armada 2008 à Rouen

Il fut construit en 1930 à Cadix, en Espagne, pour servir d’abord de cargo entre l’Europe et l’Amérique du Sud.
En 1960, la marine uruguayenne rachète ce voilier pour en faire un navire de recherche océanographique. Il est rebaptisé du nom du capitaine Francisco Prudencio Miranda (1869-1925), officier de la marine uruguayenne réputé pour ses travaux et diverses distinctions dans le domaine de la recherche hydrographique. À cette époque, le voilier n’a que deux mâts.
Dans les années 1970, destiné à la démolition, il est réhabilité. Les deux mâts sont remplacés par trois mâts en duralumin, et de nouvelles voiles en dacron forment le gréement.
À partir de 1978, le Capitán Miranda entame une troisième carrière en devenant navire-école pour la marine uruguayenne et favorise la formation de jeunes officiers.

## Vieux gréements
Il a participé à l'Armada de Rouen en 1989 (Voiles de la liberté), en 1999 (Armada du siècle), à l'Armada 2008 et à l'Armada Rouen 2023 .